# Eurázsiai–boreális flóraterület
Az eurázsiai–boreális az északi flórabirodalom (Holarktisz) egyik flóraterülete. A sarkkör körül végighúzódik Eurázsián: Svédországon, Finnországon, Norvégián és Oroszországon; dél felé eléri Kazahsztán és Japán északi részét (Hokkaidó). Északról az arktikus flóraterület, délről Európában a kontinentális-pusztai flóraterület, Ázsiában a kelet-ázsiai flóraterület határolja.
Jellemző növénytársulása a tajga; egy nagyon kevés fajból álló tűlevelű erdő. A tajga hasonló helyzetben húzódik át Észak-Amerikán is. Hasonló jellegű növényzet fenyők hiányában a déli féltekéről teljesen hiányzik.

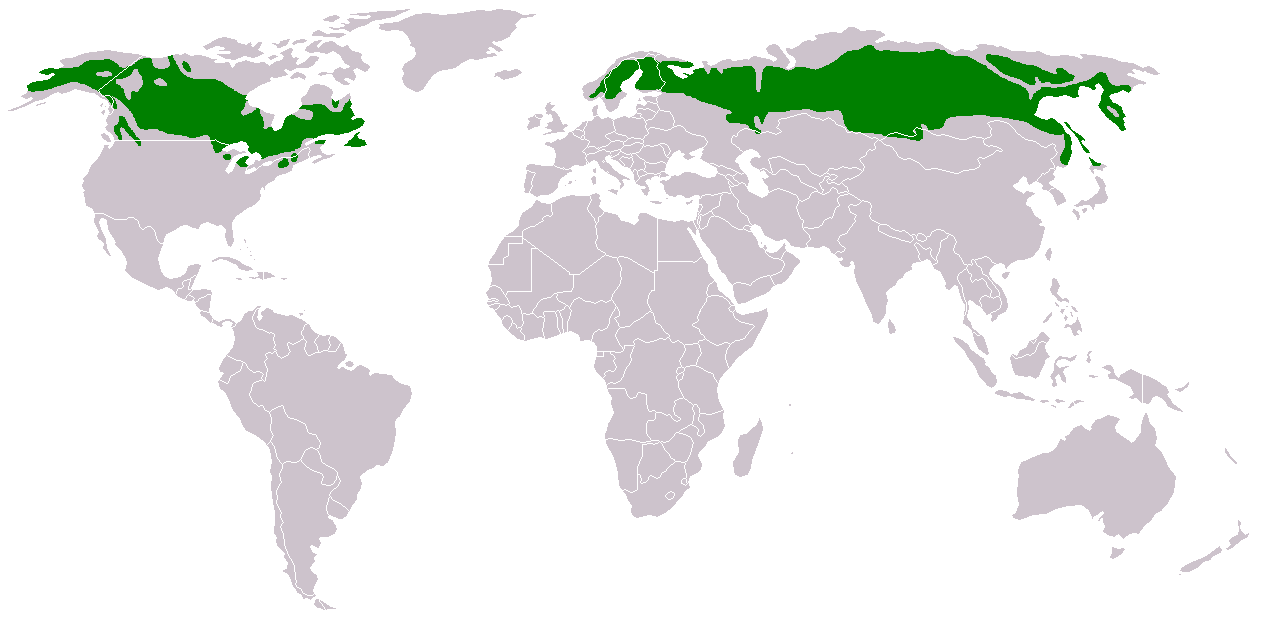
A tajga földrajzi elhelyezkedése a tundra és sztyepp között.

## Éghajlata
A boreális tartományt két jól elkülöníthető éghajlati területre bontják:
- az eurázsiai hideg-óceáni klímaváltozat Skandináviától Nyugat-Szibérián át a Jenyiszej folyóig húzódik,
- az eurázsiai hideg-kontinentális terület pedig a Jenyiszejtől a Csendes-óceánig. Ezen belül a növényzet jellegét már nemcsak a földrajzi helyzet, de a domborzat is erőteljesen befolyásolja.

A különböző tényezők együttes hatásainak eredményeként a tajga négy típusát különböztetik meg:
- sötét tajga,
- világos tajga,
- hegyi tajga,
- tőzeges-lápos tajga.

## Sötét tajga
A sötét tajga (sötét lucos tajga) Európa északi részén terjedt el. Erdőalkotó fái:
- közönséges lucfenyő (Picea abies),
- szibériai luc (Picea obovata),
- szibériai jegenyefenyő (Abies sibirica),
- szibériai cirbolyafenyő (Pinus sibirica).

Három fontos altípusa van:
- A mohás lucerdők cserjeszintjében sok az európai faj. Hajlamos az elmocsarasodásra, és a nyershumusz felhalmozódása fokozatosan tőzegképződéshez vezet.
- A szőrmohás lucerdő sík térszíneken alakul ki és fokozatosan láposodik el.
- Az elláposodás eredménye a tőzegmohás lucerdő.

## Világos tajga
A világos tajgának öt fontosabb altípusát különböztetjük meg:
- Tápanyagszegény, leginkább homokos talajokon nő a világos erdeifenyő tagja, amelynek gyakorlatilag egyetlen erdőalkotó fája az erdeifenyő.
  - Speciális változata a zuzmós erdeifenyő erdő.
- A világos vörösfenyő tajga fő erdőalkotó faja a dauriai vörösfenyő.
- A vályogos és meszes talajokon vörösáfonyás vörösfenyő erdők terjedtek el.
- A nedves vörösfenyő erdők olyan, podzolosodott homoktalajokon nőnek, amelyek talaja elég nedves.
- A különböző vörösfenyő erdők elláposodása alakítja ki a mohos- és a tőzegmohás vörösfenyő tajgát.

## Tőzeges-lápos tajga
A boreális tűlevelű erdők két fő láptípusa:
- a síkláp és
- a tőzegmoha-felláp.

## A tajga állatvilága
A tajga madárvilága a rövid nyáron gazdag, a téli időszakban szegény.
- A tavak környékén:
  - récefélék,
  - kis bukó,
  - kis búvármadár;
- a mocsaras területeken:
- nyírfajd,
- cankók,
- darvak;
- jellemzőek még a nappal aktív bagolyfélék.

A viszonylag hideg éghajlaton kevés hüllő és kétéltű él.
Ragadozó emlősök:
- hiúz,
- rozsomák,
- nyérc,
- hermelin,
- coboly,
- nyuszt.

Az emlősök sokféleképpen alkalmazkodtak a létfeltételek évszakos váltakozásához. Ennek fő típusai:
- hosszú téli nyugalmi állapot,
- vándorlás,
- nagy testméret,
- színalkalmazkodás.